# Psevdokoda
Psévdokóda je način, kako predstaviti algoritem, ki sicer upošteva pomenoslovje, ni pa nujno skladenjsko pravilno, in je namenjen izključno tolmačenju. Ni omejena na določen programski jezik. Psevdokoda mora biti napisana tako, da je njen namen razberljiv in je kasnejša implementacija neodvisna od programskega jezika.
Zgled enostavne psevdokode:
```
 
če
 (število > 4)
     povečaj število za 1
 
sicer

     končaj_program
```

Zapis v jeziku C:
```
if
 
(
stevilo
 
>
 
4
)

   
stevilo
 
=
 
stevilo
 
+
 
1
;
   
/* ali tudi:    stevilo++; */

else

   
exit
(
0
);

```

Zgled psevdokode v slogu paskala:
```
<
spremenljivka
>
 
=
 
<
izraz
>

if
 
<
pogoj
>

    
do
 
izvajanje
;

else

    
do
 
drugo
 
izvajanje
;

while
 
<
pogoj
>

    
do
 
izvajanje
;

for
 
<
spremenljivka
>
 
from
 
<
prva
 
vrednost
>
 
to
 
<
zadnja
 
vrednost
>
 
by
 
<
korak
>

    
do
 
izvajanje
 
s
 
spremenljivko
;

function
 
<
ime
 
funkcije
>(<
argumenti
>)

    
do
 
izvajanje
 
z
 
argumenti
;

    
return
 
nekaj
;

<
ime
 
funkcije
>(<
argumenti
>)
    
// Klic funkcije

```